# پل فیروزکوه
پل فیروزکوه مربوط به دوره پهلوی اول است و در شهرستان دماوند، بخش رودهن واقع شده و این اثر در تاریخ ۱۰ خرداد ۱۳۸۲ با شمارهٔ ثبت ۹۱۰۱ به‌عنوان یکی از آثار ملی ایران به ثبت رسیده است.